# Acacia manipularis
Acacia manipularis é uma espécie de leguminosa do gênero Acacia, pertencente à família Fabaceae.